# Ludwig Hautzmayer
Ludwig Hautzmayer (Fürstenfeld, 25 aprile 1893 – Croydon, 9 dicembre 1936) è stato un militare e aviatore austro-ungarico, asso dell'aviazione della Kaiserliche und Königliche Luftfahrtruppen dell'Impero austro-ungarico nel corso della prima guerra mondiale, dove conseguì sette vittorie accertate.

## Biografia
Nacque il 25 aprile 1893 a Fürstenfeld, in Stiria. Laureato a Graz, ha studiato all'Università tecnica di Vienna. Dopo lo scoppio della prima guerra mondiale, fu inviato come luogotenente della riserva con il 7º Reggimento fanteria sul fronte russo. L'8 settembre 1914 fu ferito ai piedi. Dopo la sua guarigione, viene assegnato al Dipartimento della Kaiserliche und Königliche Luftfahrtruppen ed ha completato i corsi di addestramento per osservatori d'aeroplano. Nel marzo 1915 fu rimandato sul fronte orientale a Brzeskó. Il suo superiore lo ha descritto: "Egli è allettantemente entusiasta, istintivamente spericolato ed appassionato del pericolo ... è estremamente popolare tra i suoi compagni attraverso il suo sforzo incessantemente umoristico e giovanile". Nel novembre del 1915, iniziò il corso da pilota, che completò a febbraio dell'anno successivo. Fu quindi trasferito sul fronte italiano, alla Flik 19, dove Adolf Heyrowsky era vice comandante.
Il 18 febbraio 1916, volando su un caccia Fokker E.III, attaccò tre bombardieri Caproni italiani che tornavano dal bombardamento di Lubiana e riuscì a colpirne uno su Merna. Il 27 marzo partecipò ad un attacco notturno sul ponte del fiume Piave con un aereo da ricognizione Hansa-Brandenburg C.I. Il 29 aprile colpì un aereo italiano nella zona di San Daniele del Friuli ed il 9 agosto, sempre su un caccia Fokker E.III, costrinse all'atterraggio un velivolo Caudron G.3. Il 1 novembre 1916 fu promosso tenente della riserva. Il 28 agosto 1917, verso Monfalcone, volando su un Albatros D.III, colpì e danneggio il bombardiere trimotore Caproni Ca.4039.
Nel febbraio del 1918 fu nominato comandante della Flik 51J. Il 13 marzo, a Spresiano colpì un SIA 7B italiano arrivando alla sua quinta vittoria aerea, e divenendo quindi ufficialmente un asso dell'aviazione. Il 20 marzo divenne il comandante della Flik 61J da caccia dopo l'abbattimento del suo predecessore Ernst Strohschneider. Il 7 ottobre 1918 colpì un aereo britannico di tipo sconosciuto, ed il 27 ottobre abbatte l'Ansaldo SVA 5 del sottotenente Vincenzo Contratti della 87ª Squadriglia su Portobuffolé.
Dopo la fine della guerra lui e la moglie ungherese si trasferirono in Ungheria. Tra il 1923 e il 1928 ha lavorato come pilota sugli Junkers tedeschi e poi come pilota della compagnia di controllo del traffico aereo ungherese Malert. Nel 1936 firmò un contratto di un anno con la compagnia olandese KLM. Il 9 dicembre sull'aeroporto di Croydon vicino a Londra, volando su un Douglas DC-2 (PH-AKL) scontrò, a causa della fitta nebbia presente, contro un edificio. I quattro membri dello staff ed i 13 passeggeri sono morti, inclusi Hautzmayer e Juan de la Cierva.